# Kuvaiti nemzetközi repülőtér
A Kuvaiti nemzetközi repülőtér (IATA: KWI, ICAO: OKBK) Kuvait egyik nemzetközi repülőtere, amely Kuvaitváros közelében található. Éves utasforgalma 15 448 909 fő (2019).

## Futópályák
A repülőtér futópályái:
- 15R/33L (3400 m, 45 m, beton)
- 15L/33R (3500 m, 45 m, aszfalt)

## Forgalom
Az utasforgalom az elmúlt években az alábbi módon változott:
| Utasok száma | 6 910 309 | 7 226 345 | 8 125 747 | 8 332 857 | 8 466 737 | 11 163 279 | 11 762 241 | 13 735 580 | 14 813 527 | 15 448 909 |
|              | 2007      | 2008      | 2009      | 2010      | 2011      | 2015       | 2016       | 2017       | 2018       | 2019       |